# Ніколаас Йоханнес Дідеріхс
Ніколаас Йоханнес Дідеріхс (афр. Nicolaas Johannes Diederichs, 17 листопада 1903 — 21 серпня 1978) — 3-й президент ПАР.

## Біографія
Ніколас Йоханнес Дідеріхс народився в 1903 році в Ледібранді, Колонія Оранжевої Річки. Навчався в Лейденському університеті (Нідерланди), здобув докторський ступінь з економіки. У 1930-1940-х роках був помітною фігурою в африканських націоналістичних колах, заснував організацію «Reddingsdaadbond».
З 1953 по 1975 роки Ніколас Йоханнес Дідеріхс був членом парламенту від Національної партії. З 1958 по 1967 роки він був міністром економіки, з 1961 по 1964 — міністром шахт, з 1967 по 1975 — міністром фінансів.
У 1975 році Ніколас Йоханнес Дідеріхс був обраний президентом ПАР, проте не пробув на ньому весь семирічний термін, померши в 1978 році від інфаркту.